# Patrick Crowe
Patrick Crowe (* 17. Februar 1892 im County Tipperary; † 8. August 1969) war ein irischer Politiker der Fine Gael. 
Er war von 1951 bis 1957 Teachta Dála (Abgeordneter) im Dáil Éireann, dem Unterhaus, und von 1957 bis 1961 Mitglied des Seanad Éireann, dem Oberhaus des irischen Parlaments (Oireachtas).

## Leben
Crowe war Landwirt. Bei den Wahlen 1948 kandidierte er erstmals im Wahlkreis Tipperary South. Dabei hatte er keinen Erfolg. Er konnte allerdings bei den Wahlen 1951 in den Dáil einziehen. Diesen Sitz konnte er bei den Wahlen 1954 verteidigen, verlor ihn aber 1957. Stattdessen wurde er über die Landwirtschaftsliste in den Seanad Éireann gewählt. 